# Half-Life 2: Deathmatch
Half-Life 2: Deathmatch (znane też jako HL2DM lub Half-Life 2 DM) – wieloosobowa gra komputerowa z gatunku first-person shooter stworzona przez Valve Corporation, korzystająca z silnika Source. Gra, wydana na platformie Steam 30 listopada 2004, dostępna jest w sprzedaży w trzech różnych paczkach lub osobno. Była ona również dostępna za darmo dla wszystkich posiadaczy konta Steam mających zamontowaną w komputerze kartę graficzną firmy ATI lub Nvidia.

## Rozgrywka
W grze dostępne są dwa tryby gry: deathmatch, gdzie wygrywa osoba z największą liczbą zabitych przeciwników i deathmatch drużynowy w którym gracz dołącza do zespołu rebeliantów lub Kombinatu. Każda postać zaczyna z podstawową bronią, a reszta jest rozlokowowana na całej mapie.
W trakcie rozgrywki istnieje możliwość podglądu statystyk wszystkich osób na serwerze.